# Montbequin
Montbequin (en francès Monbéqui) és un municipi francès situat al departament de Tarn i Garona i a la regió d'Occitània.

## Demografia
| 1962                                       | 1968 | 1975 | 1982 | 1990 | 1999 | 2006 |
| ------------------------------------------ | ---- | ---- | ---- | ---- | ---- | ---- |
| 344                                        | 351  | 304  | 311  | 273  | 353  | 516  |
| Des de 1962: població sense dobles comptes |      |      |      |      |      |      |

## Administració
| Període   | Identitat              | Partit |
| --------- | ---------------------- | ------ |
| 2001-2008 | Roger-Sébastien Pouget | PRG    |
| 2008-     | Alfred Marty           |        |

## Monuments

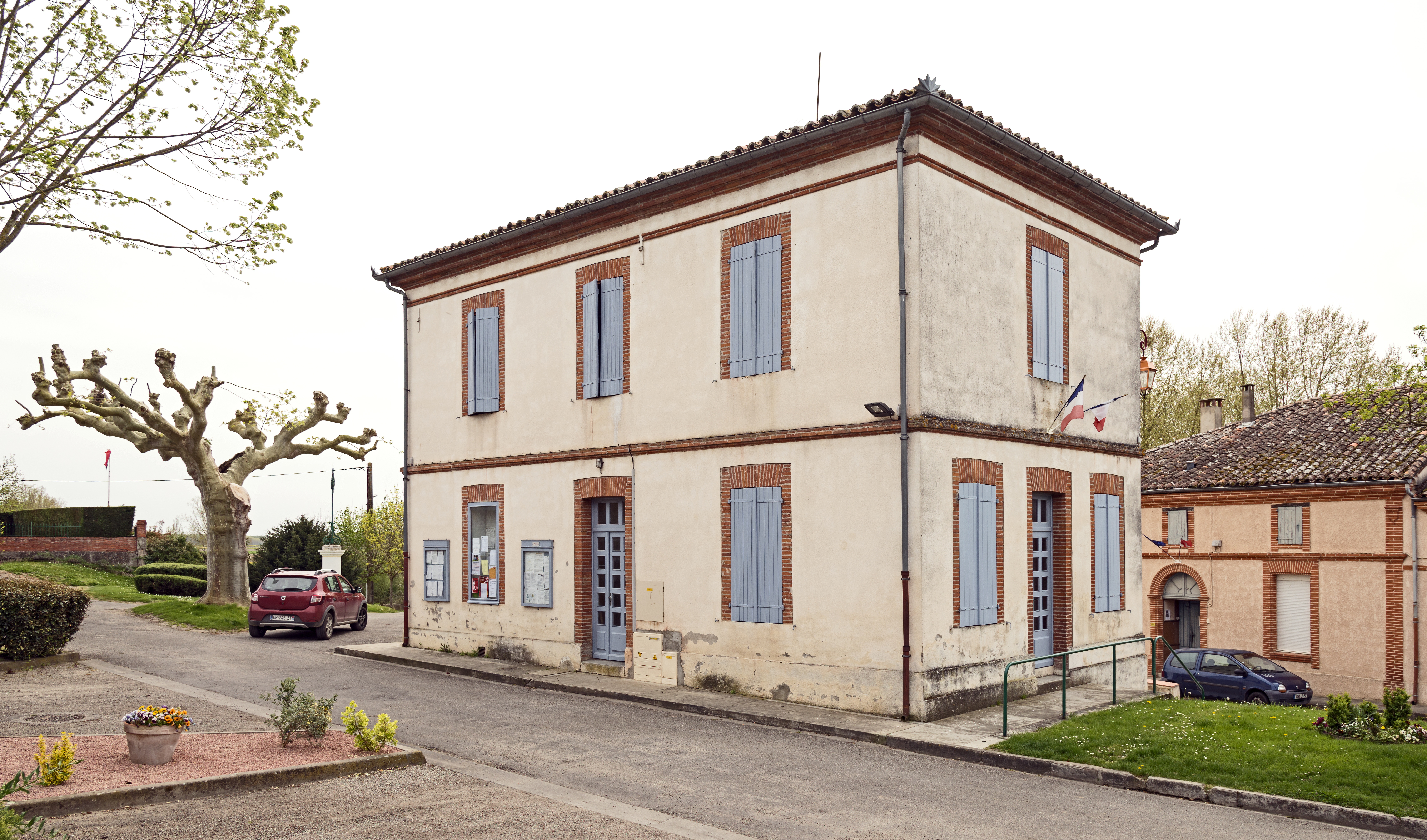
L'Ajuntament
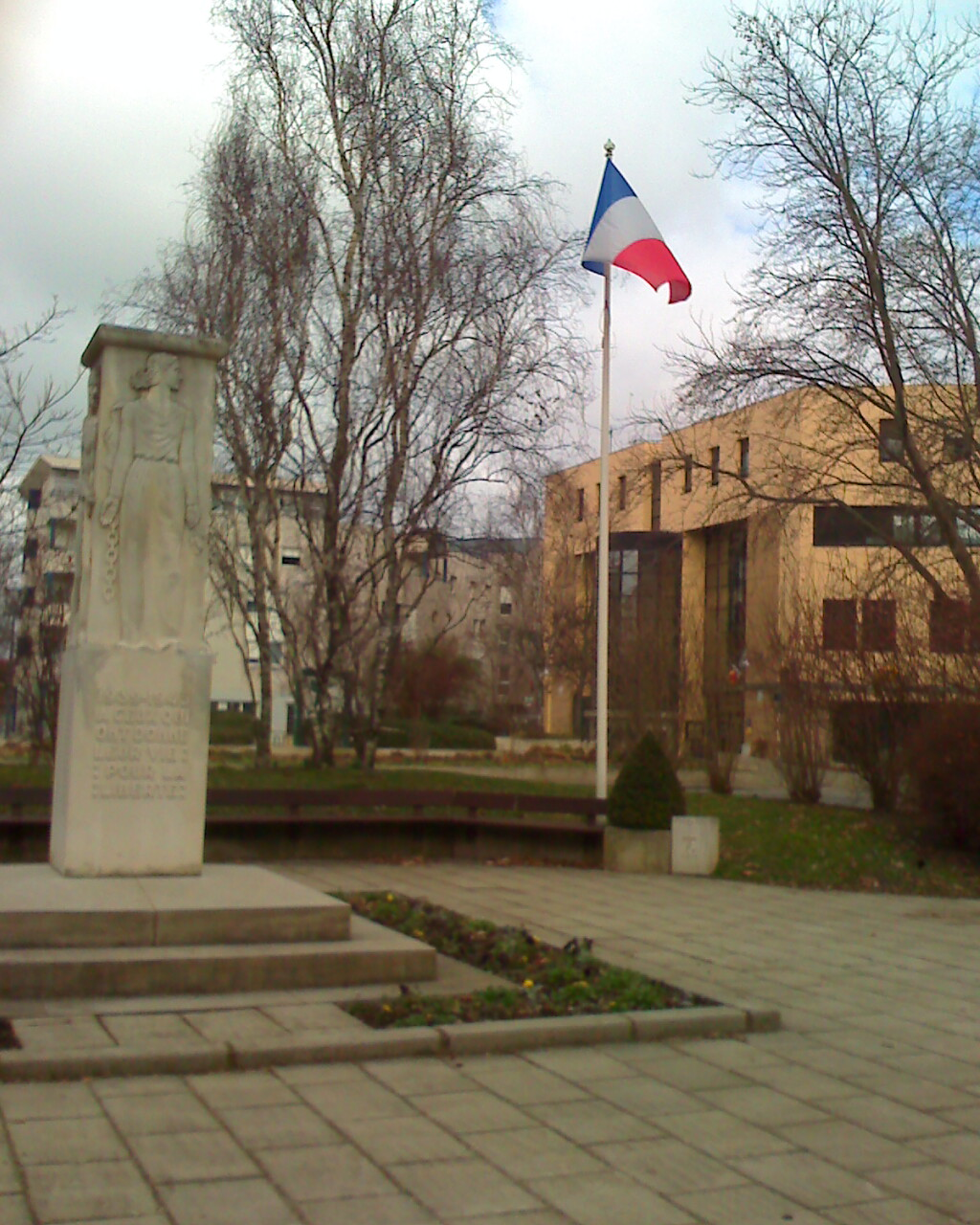
Monument de la guerra
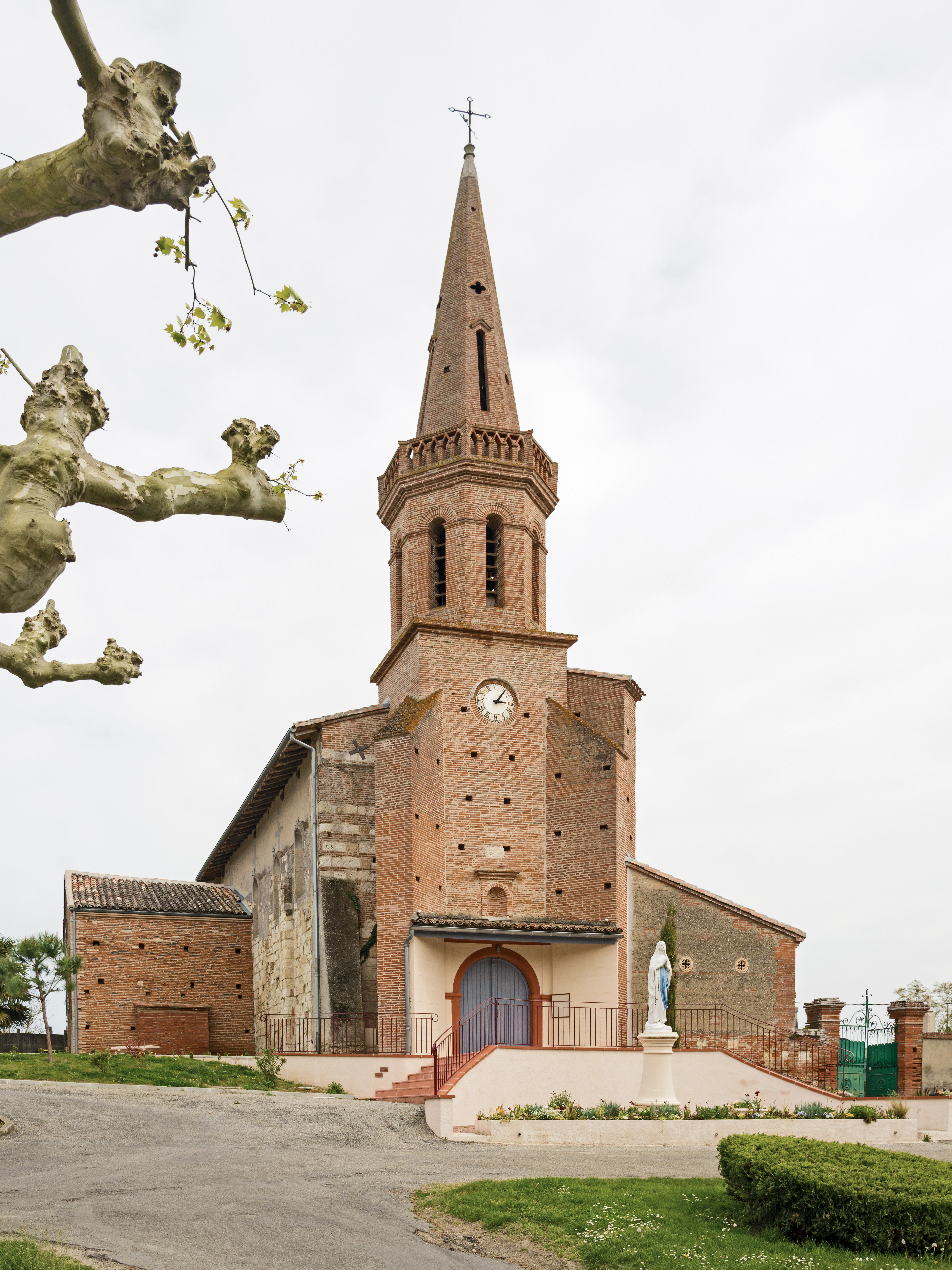
L'Església